# 1046
| Calendário gregoriano                                                        | 1046 MXLVI                                            |
| Ab urbe condita                                                              | 1799                                                  |
| Calendário arménio                                                           | 495 – 496                                             |
| Calendário bahá'í                                                            | -798 – -797                                           |
| Calendário budista                                                           | 1590                                                  |
| Calendário chinês                                                            | 3742 – 3743 Início a 9 de fevereiro (aproximadamente) |
| Calendário copta                                                             | 762 – 763                                             |
| Calendário etíope                                                            | 1038 – 1039                                           |
| Calendários hindus - Vikram Samvat - Calendário nacional indiano - Cáli Iuga | 1101 – 1102 967 – 968 4146 – 4147                     |
| Calendário Holoceno                                                          | 11046                                                 |
| Calendário islâmico                                                          | 437 – 438                                             |
| Calendário judaico                                                           | 4806 – 4807                                           |
| Calendário persa                                                             | 424 – 425                                             |
| Calendário rúnico                                                            | 1296                                                  |
| Calendário solar tailandês                                                   | 1589                                                  |

1046 (MXLVI, na numeração romana) foi um ano comum do século XI do Calendário Juliano, da Era de Cristo, e a sua letra dominical foi E (52 semanas), teve início a uma quarta-feira, terminou também a uma quarta-feira.
No território que viria a ser o reino de Portugal estava em vigor a Era de César que já contava 1084 anos.
| Ano completo                        |
| ----------------------------------- |
| Ano comum com início à quarta-feira |

## Eventos
- 24 de dezembro - O alemão Suidger de Saxe, bisbo de Bamberg é eleito papa adotando o nome de Clemente II.

## Mortes
- Gregório VI (Giovanni Graziano).
- 24 de setembro - São Geraldo Sagredo.

## Nascimentos
- Condessa Matilde, filha do duque de Toscana, Bonifácio II, descendente de uma antiga família alemã.